# Andronic Doukas Paléologue
Andronic Doukas Paléologue (en grec : Ἀνδρόνικος Δούκας Παλαιολόγος, vers 1083/1085 - vers 1115/1118) est un aristocrate byzantin, notamment connu comme gouverneur de Thessalonique.

## Biographie
Né vers 1083/1085, Andronic est un fils du sébaste Georges Paléologue et de sa femme, Anne Doukas (d). La famille des Paléologue est alors en pleine ascension et fait partie des partisans du jeune empereur Alexis Ier Comnène,. La mère d'Andronic est d'ailleurs apparentée à l'impératrice, Irène Doukas. Andronic est sûrement prénommé ainsi en référence à Andronic Doukas, son grand-père maternel, ce qui en ferait le deuxième fils de Georges Paléologue, conformément à la tradition byzantine dans laquelle l'enfant est nommé d'après son grand-père paternel quand il est l'aîné. En outre, Andronic semble préférer le patronyme de Doukas, qui est souvent utilisé pour parler de lui.
Comme son père, il détient la dignité de sébaste mais les premières années de sa vie sont méconnues. Paul Gautier estime qu'il doit être identifié au Logothetes ton sekreton Andronic Doukas, actif sous Alexis Ier. Néanmoins, la seule certitude est qu'il détient la fonction de gouverneur de Thessalonique. Selon le Timarion, un récit satirique qui se déroule dans la cité, y fait allusion sans le nommer, tandis qu'un acte conservé au sein du monastère de Docheiariou rapporte que le pansébaste sébaste Andronic Doukas sert comme doux et préteur de Thessalonique en 1112.
Andronic meurt jeune d'un infarctus, bien avant ses parents. Sa mort est généralement placée entre 1115 et 1118. Selon Démétrios Polemis, sa femme lui survit et il suppose qu'il s'agit d'une fille de la princesse porphyrogénète Zoé Doukas, la plus jeune fille de Constantin X Doukas. Il pourrait donc être le père du grand hétériarque Georges Paléologue dont le prénom se référerait au propre père d'Andronic. Néanmoins, Jean-Claude Cheynet et Jean-François Vannier pensent qu'Andronic n'a aucune descendance. Enfin, le poète de cour, Nicolas Kalliklès, lui dédie une épitaphe et quatre poèmes.